# Bitcoin Cash
Bitcoin Cash — криптовалюта, форк биткойна, отделившийся от него. Разветвление от основной ветви произошло 1 августа 2017 года.
В ноябре 2018 года произошло разделение Bitcoin Cash на несколько веток.

## История

Количество транзакций в системе «Биткойн» за месяц

Размер блока в блокчейне Биткойна ограничен в 1 мегабайт. Когда транзакций было не слишком много, такое ограничение почти ни на что не влияло, но существенно ограничивало возможности DDoS-атаки. С ростом популярности Биткойна число транзакций увеличилось, но из-за ограничения максимального размера блоков не все транзакции «помещались»: периодически возникала очередь. В мае 2017 года ситуация сильно ухудшилась. Некоторые пользователи жаловались, что им приходится ждать подтверждения несколько дней. Для ускорения обработки пользователь может назначить повышенную комиссию, но это делает использование биткойнов достаточно дорогим, особенно для небольших платежей — исчезает смысл использовать их, например, в кафе или барах.
Для решения проблемы предлагалось два способа:
- Bitcoin Unlimited — снять ограничение в 1 МБ. За это выступали многие майнеры, так как увеличение размера блоков не только ликвидирует очередь, но и повысит доходность майнеров за счёт роста суммарной комиссии в блоке, даже если комиссия за транзакцию упадёт[4]. Против были в основном разработчики — они считают, что снятие лимита приведёт к росту требований к мощности техники, мелкие майнеры выйдут из бизнеса, что приведёт к излишней централизации системы;
- Segregated Witness (SegWit) — часть информации хранить не в блокчейне, а в отдельных файлах за пределами цепочки блоков. Разработчики считают, что в результате освободится много места, в блоке будет помещаться больше транзакций, и скорость подтверждений увеличится[4]. Сторонники Bitcoin Unlimited считают, что это лишь временное и более сложное решение.

В итоге был разработан компромиссный протокол SegWit2x — часть информации хранится за пределами блокчейна, а максимальный размер блоков увеличивается до 2 МБ.
20 июля 2017 года 95 % майнеров проголосовало в пользу «Предложения по совершенствованию» (англ. Bitcoin Improvement Proposal, BIP) 91. В нём было предложено внедрить новый протокол SegWit2x 1 августа 2017 года, но без немедленного увеличения размера блоков. Некоторые участники посчитали, что введение BIP 91 без увеличения размера блока не решит проблемы, но лишь отложит её и будет действовать в интересах тех, кто рассматривает биткойн как объект для инвестиций, а не как полноценную платёжную систему.
Группа разработчиков под руководством экс-инженера Facebook Амори Сечета объявила об отказе от SegWit2x, о сохранении прежней структуры блокчейна (без хранения информации за его рамками), но увеличении размера блока до 8 МБ. Свою ветку они назвали Bitcoin Cash.
1 августа 2017 года состоялось «принудительное ветвление» (хардфорк). У обеих криптовалют общая начальная история. Блок 478558 стал последним общим блоком. Следующий блок с номером 478559 был сформирован дважды в разных форматах. Один из них соответствует протоколу SegWitx (планировалось позже SegWit2x), другой — Bitcoin Cash, который фактически стал первым блоком новой криптовалюты. Все последующие транзакции разделены — попадают в разные ветки блокчейна, так как программы каждой из веток работают с предыдущими форматами блоков, но отвергают новые форматы друг друга.
Таким образом, все, кто имел биткойны на момент формирования 478558-го блока, после разделения сохранили их полностью, но автоматически стали владельцами ещё и аналогичного количества Bitcoin Cash. Фактически разделение веток создало возможность, сходную с проблемой двойного расходования — с одного и того же биткойн-адреса можно провести две разные расходные транзакции с использованием одних и тех же ключей доступа. Так как Bitcoin и Bitcoin Cash уже две разные криптовалюты, для работы с которыми используется разное ПО (хотя отличия между программами минимальны), конфликта транзакций не возникает, считается, что они расходуют различные активы.
Фьючерсы на Bitcoin Cash начали торговаться с 0,5 BTC на 23 июля, но упали до 0,10 BTC к 30 июля.
Произведен хардфорк, цель которого — уменьшение сроков пересчёта сложности с двух недель до суток (не через 2016 блоков, а через 144).
15 мая 2018 года обновлён протокол сети Bitcoin Cash с целью увеличения размера блока до 32 МБ.

## Разделение в 2018 году
15 ноября 2018 года состоялось разделение (хардфорк) блокчейна Bitcoin Cash на две ветки — BCHABC и BCHSV. Около 75 % нод осуществили запуск версии BCHABC. Но около 70 % мощностей предшественника по состоянию на 15 ноября 2018 года поддерживало BCHSV.
Для ВСН предполагается обновление кода каждые 6 месяцев. Но несогласие с некоторыми изменениями привело к тому, что появились две разные ветви и два обновления — Bitcoin ABC и Bitcoin SV — разрабатываются конкурирующими командами.